# رادامانتوس ۳۸۰۸۳
سیارک ۳۸۰۸۳ (به انگلیسی: 38083 Rhadamanthus، نامگذاری:1999HX11) سی و هشت هزار و هشتاد و سومین سیارک کشف شده‌است که در ۱۷ آوریل ۱۹۹۹ کشف شد.